# Подорожній, коли ти прийдеш у Спа...
Подорожній, коли ти прийдеш у Спа… (нім. Wanderer, kommst du nach Spa..., англ. Stranger, Bear Word to the Spartans We…) — оповідання Генріха Теодора Белля. Сюжет являє собою внутрішній монолог солдата Другої світової війни, якого, пораненого, несуть на ношах коридорами його колишньої школи, котру він полишив за три місяці до цих подій. У школі облаштований тимчасовий військовий шпиталь. Солдат помічає знайомі деталі, але не бажає впізнавати по них коридори та приміщення власної школи. Тільки коли його приносять в художній клас, він нарешті змушений визнати, що це дійсно його школа, адже на дошці класу було написано його ж почерком: «Подорожній, коли ти прийдеш у Спа…».
Оповідання було надруковано Ферлагом Фрідріхом Міддельхауве (нім. Friedrich Middelhauve) у 1950 році в однойменному збірнику оповідань Белля. На сьогодні оповідання «Подорожній, коли ти прийдеш у Спа…» вважається одним із найкращих оповідань Генріха Белля й одним із найвідоміших прикладів так званої «літератури руїн» (нім. Trümmerliteratur).

## Сюжет
Безіменний оповідач починає свою розповідь, лежачи пораненим у вантажівці, яка везе його через місто, яке оповідач не може назвати; оповідач не в змозі навіть сказати, скільки часу було витрачено на дорогу. Вантажівка зупиняється перед тимчасовим військовим шпиталем, облаштованим у школі, і солдат описує, як його несуть на ношах коридорами й сходами. Все оточення здається йому до болю знайомим, але він списує це на гарячку. Він втішає себе тим, що всі школи використовують подібне розташування кімнат і коридорів і те ж саме мистецьке оформлення, що пояснило б, чому він впізнає кожні двері й кожну картину на стіні.
У мистецькім класі, де його покинули, оповідач запитує одного зі своїх сусідів, де він перебуває, і дізнається, що його привезли у Бендорф, його рідне місто, та все ще не може визнати, що перебуває у своїй колишній гімназії, гімназії імені Фрідріха Великого, в якій провчився впродовж восьми років. Окрім питання про місцеперебування, оповідач турбується про те, наскільки серйозно він поранений. Практично зразу він дізнається відповіді на обидва питання. На дошці він бачить власний почерк, котрим виведена фраза «Подорожній, коли ти прийдеш у Спа…» — фразу він написав три місяці тому — незавершена, тому що більше нічого не поміщалося на дошці. Зразу після цього він виявляє, що в нього відсутні обидві руки і одна нога. У пожежному, який дбав про нього в очікуванні лікаря, він упізнає пана Біргелера, старого наглядача школи, разом з яким оповідач на перервах пив молоко. Історія закінчується прибуттям лікаря і шепотом оповідача на вухо містеру Біргелеру: «Молока…».
Хоча історія ведеться  від першої особи і в минулому часі, фінал залишає сумніви в тому, що оповідач пережив поранення.

## Заголовок
Назвою оповідання стала частина рядка з перекладу Шиллера на німецьку мову відомої епітафії Сімоніда, що прославляє битву при Фермопілах. Використовувались наступні два рядки німецькою мовою:
Wanderer, kommst du nach Sparta, verkündige dorten, du habest
Uns hier liegen gesehn, wie das Gesetz es befahl.
З чого випливало, що в історичному контексті відрадно й почесно померти за вітчизну і рядки були ретельно підібрані, щоб підготувати молодих людей до війни. Белль використовує частину саме з цих двох рядків, щоб показати, що свого часу навіть німецькі гімназії були пристосовані до нацистської пропаганди.
Однак Белль скорочує слово «Спарта» до «Спа…», що є посиланням на бельгійський муніципалітет Спа, у котрім розташовувався офіс німецького командування під час попередньої, Першої світової, війни. З чого випливає, що Белль прагне показати Другу світову війну як повторення історії.